# Valdemar Sørensen
Mathias Axel Valdemar Sørensen (16. května 1886, Nivaaq - ?) byl grónský bednář a zemský rada zasedající v druhé severogrónské zemské radě.

## Životopis
Valdemar Sørensen byl nemanželským synem obchodníka Bernharda Sørensena a jeho vdovy Benedikte Marie Thorin. Stejně jako jeho otec pracoval jako bednář a obchodník. V roce 1917 byl zvolen do zemské rady Severního Grónska. Není jasné, zda se zúčastnil posledního zasedání, protože jako člen je tento rok uveden Frederik Lynge. Při sčítání lidu v roce 1921 je uveden jako obyvatel Iginniarfiku, což znamená, že by se během tohoto volebního období odstěhoval ze svého volebního obvodu.